# ZagaDa
ZagaDa（ザガダ）は、和歌山県を拠点に活動するご当地女性アイドルグループである。正式名称は「和歌山ご当地アイドルプロジェクトZagaDa」。

## 概要
- 和歌山県出身の女の子10人からなるアイドルユニット。ユニット名は、和歌山弁において「ざ行」の発音が「だ行」になる特徴に由来する。
- 2011年5月にスタートしたメンバー公募には、和歌山県内はもとより、京阪神や中部地方などから計約350人の応募があり、そのうち書類審査を通過した45人が8月に和歌山市民会館で開催された公開オーディションに出場。来場者の投票などから第一期メンバーが選ばれた。
- 和歌山を拠点としたアイドル活動を通じ、和歌山を全国に発信していくこと、そして和歌山を元気にしていくことが基本コンセプトで、「和歌山の元気応援団」がキャッチフレーズ。シンガーグループデビューはもとより、イメージ・キャンペーンガールなどのモデル業、レポーターなどのタレント業など、芸能活動全般を通じて地元和歌山を盛り上げる。[1]
- 同年12月に東京・新宿で開催されたホリプロ主催ご当地アイドルNo.1決定戦「U.M.U AWARD 2011」では、「U.M.U AWARD 2011 オールジャパンセレクション」として関西ブロック代表候補（関西トップ3）に選出されたが、全国大会進出は逃した[2]。
- 2012年7月、「ご当地アイドル」の定義を突き詰めるべく新体制を目指し、全メンバーを再構築することを発表。
- 2012年9月、新体制で活動を再スタート。地元和歌山での活動に重点を置くようになった。
- 2013年3月、活動休止。

## 略歴

### 2011年
- 3月1日 : 和歌山ご当地アイドル創出プロジェクトが発足する。
- 5月1日 - 6月25日：第一次メンバーを公募（応募総数300人）。
- 6月26日 - 7月25日：第二次メンバーを公募（期間内の応募数50人）。
- 8月21日：和歌山市民会館で公開オーディションを開催する。
- 9月12日：第1期メンバーを発表。
- 9月13日：ファーストシングル「イエヤン★コンプレックス」が完成。
- 10月2日：本格的な活動を開始すると共に、Ustream「ZagaDaTV」の配信を開始する。
- 11月15日：ご当地アイドルNo.1決定戦「U.M.U AWARD 2011」で オールジャパンセレクション（近畿ベスト３）に選出される。

### 2012年
- 1月11日：第1.5期メンバーを募集。
- 4月15日：イベントにて新メンバーがお披露目される。
- 5月1日：事務局が現在地に移転する。
- 5月7日：Ustream「ZagaDaTV」がWSTV制作に移行する。
- 7月20日：メンバーの再構築、及び第2期メンバーの募集を発表する。
- 9月1日：第2期メンバーで活動を再スタートさせる。

### 2013年
- 3月31日 : 活動休止を発表する。

## メンバー

### メンバー
- 2013年4月1日現在、所属メンバーは0名である。

### 元メンバー
| 名前       | ニックネーム | 加入期 | 生年月日       | 血液型 | 出身     | 備考 |
| ---------- | ------------ | ------ | -------------- | ------ | -------- | --- |
| 植万由香   | まゆちぃ     | 1期    | 1994年6月1日   | A型    | 紀の川市 | 第11回全日本国民的美少女コンテストファイナリスト。 山梨放送アナウンサーを経て、現在はフリーアナウンサー、女優として活動。 |
| 奥田珠理   | じゅりぽ     | 1期    | 1994年6月7日   | A型    | 有田川町 | |
| 濱口詩菜   | しなぴよ     | 1期    | 1997年10月3日  | B型    | 和歌山市 | |
| 平岩三佳   | みかん       | 1期    | 1996年12月26日 | O型    | 和歌山市 | |
| 平岩三季   | みき         | 1期    | 1998年5月20日  | O型    | 和歌山市 | |
| 山本采奈   | あやな       | 1期    | 1995年12月18日 | AB型   | 和歌山市 | |
| 山野桜     | さくララ     | 1期    | 1993年9月29日  | 0型    | 和歌山市 | |
| 新田乃望   | のんちゃん   | 1期    | 1999年3月8日   | 0型    | 和歌山市 | |
| 尾崎愛     | あいちゃん   | 1期    | 1996年8月12日  | 0型    | 和歌山市 | |
| 中尾愛子   | あいちゅん   | 1期    | 1990年8月8日   | A型    | 和歌山市 | |
| 松村浩花   | ひろか       | 1.5期  | 1993年4月2日   | 0型    | 和歌山市 | |
| 加島愛     | あいにゃん   | 1.5期  | 1996年10月30日 | A型    | 岩出市   | 篠崎と共に、2012年8月のみ期間限定で活動していた「ぽんにゃん」にも参加。                                                   |
| 石井杏納   | あんたん     | 2期    | 1995年6月14日  | B型    | 和歌山市 | |
| 宮賀由美香 | ゆみか       | 2期    | 1996年3月9日   | A型    | 和歌山市 | |
| 篠崎愛     | あいぽん     | 1.5期  | 1994年7月31日  | ？     | 上富田町 | 活動休止発表時の最終在籍メンバー。                                                                                        |
| 岡崎史華   | ふーみん     | 2期    | 1999年3月28日  | A型    | 印南町   | 活動休止発表時の最終在籍メンバー。                                                                                        |
| 亀井真実   | まみまみ     | 2期    | 1995年7月12日  | A型    | 和歌山市 | 活動休止発表時の最終在籍メンバー。                                                                                        |

## 楽曲
・オリジナル楽曲
| 曲名                    | 作詞者 | 作曲者 |
| ----------------------- | ------ | ------ |
| イエヤン★コンプレックス | 古家学 | 古家学 |

## シングル
・1stシングル「イエヤン★コンプレックス」